# Werner-Hans Schlegel
Werner-Hans Schlegel (* 28. April 1915 in Mosel; † 7. Juni 2003 in Dresden) war ein deutscher Maler und Grafiker.

## Leben
Schlegel verbrachte Kindheit und Jugend in Crossen und absolvierte eine Lehre als Dekorationsmaler. Von 1933 bis 1934 besuchte er die Staatliche Malschule Buxtehude und 1935 die Hochschule für angewandte Kunst in Weimar bei Paul Schultze-Naumburg. Von 1940 bis 1941 studierte er an der Akademie für bildende Künste in Dresden bei Alexander Baranowsky und Paul Rößler. 1941 wurde er zur Wehrmacht eingezogen und nahm dann bis 1945 als Soldat am Zweiten Weltkrieg teil, wo er in der Sowjetunion eingesetzt wurde. Als er 1944 bei Stalingrad den Befehl verweigerte, kam er für sieben Monate in das KZ Buchenwald.
Von 1946 bis 1955 war Schlegel u. a. künstlerischer Berater in der Bühnengestaltung des Kulturhauses der SDAG WISMUT in Oberschlema  und ab 1954 Dozent für künstlerisches Volksschaffen an der Mal- und Zeichenschule bei Karl Michel. Ab 1955 arbeitete Schlegel als freischaffender Künstler in Dresden. In Dresden-Hosterwitz hatte er ab 1961 sein Sommerhaus und -Atelier. 1955 wurde er mit dem Südwestdeutschen Aquarellpreis der Stadt Völklingen ausgezeichnet. Schlegel war Mitglied des Verbands Bildender Künstler der DDR.
Von 1992 bis 2000 arbeitete er in Dresden auch als Volkshochschul-Dozent.
1995 verlieh ihm seine Heimatgemeinde Crossen das Ehrenbürgerrecht. Mit der Eingemeindung von Crossen nach Zwickau zum 1. Oktober 1996 wurde Werner-Hans Schlegel in die Liste der Ehrenbürger von Zwickau aufgenommen. An diesem Tag erhielt die Stadt Zwickau eine Schenkung von etwa 100 Werken aus seinem Schaffen.
Neben Ausstellungen in der DDR war Schlegel europaweit an Ausstellungen beteiligt, unter anderem in Budapest, Lyon und Warschau.
Schlegel war ab 1948 verheiratet. 1950 wurde seine Tochter Christine geboren.

## Ausstellungen (unvollständig)

### Personalausstellungen
- 1971/1973: Königstein
- 1976: Görlitz
- 1977: Oppach
- 1977: Glauchau
- 1982: Wilkau-Haßlau, Kleine Galerie Matthäi
- 1987: Dresden, Galerie Kunst der Zeit (mit Gottfried Sommer)
- 1979: Großenhain
- 1983: Dresden

### Teilnahme an zentralen und wichtigen regionalen Ausstellungen in der DDR
- 1972, 1974, 1979 und 1985: Dresden, Bezirkskunstausstellungen
- 1987/1988: Dresden, X. Kunstausstellung der DDR